# フランシス・ポンジュ
フランシス・ポンジュ（Francis Ponge、1899年3月27日 - 1988年8月6日）は、戦後のフランス文学を代表する詩人である。文学伝統における既存の価値、観念、主観性、人間中心主義を排して、それまで題材として取り上げられることのなかった「物の味方」をし、日常的な事物をひたすら凝視することで、物（オブジェ）の真実に限りなく近づこうとした。1942年発表の詩集『物の味方』は、カミュ、サルトルに絶賛され、実存主義の詩、ヌーヴォー・ロマンの先駆と称された。また、フィリップ・ソレルスら『テル・ケル』派の唯物論的言語観に大きな影響を与え、ジャック・デリダも独自のポンジュ論を著している。
フランス社会党、次いで共産党に入党し、労働総同盟の代表を務めた。第二次大戦下では対独抵抗運動にも参加し、文学・芸術革命を社会革命につなげようとしたシュルレアリスムにも参加したが、常に一定の距離を置き、やがて政治活動からも身を引いた。
1965年出版の阿部弘一訳『物の味方』は初の外国語訳であり、ポンジュを師と仰ぐ阿部のほか、谷川俊太郎ら日本の詩人にも影響を与えた。

## 生涯

### 背景
フランシス・ポンジュは1899年3月27日、南仏モンペリエ（オクシタニー地域圏、エロー県）の教養ある裕福なプロテスタントの家庭に生まれた。翌年、国立割引銀行に勤める父アルマンの転勤でアヴィニョンに越し、地中海の自然とラテン文化の遺産（建造物）に恵まれた同地で、妹エレーヌとともに幸福な子供時代を過ごした。幼い頃から父親の書斎にあったエミール・リトレの『フランス語辞典』を日常的に読み続け、言葉への関心を深めていた。
1909年、10歳のときに再び父の転勤で、今度は北西部のカーン（ノルマンディー地域圏、カルヴァドス県）に越し、休暇には家族とともにベルギー、オランダ、スコットランド、イングランド、ドイツを旅行した。

### 戦争体験 - 政治と詩
1914年、15歳のときに第一次世界大戦が勃発。これを機に、ポンジュは政治への関心を深めていった。1916年、法学のバカロレアを取得した後、高等師範学校の受験準備のためにパリに出て、リセ・ルイ＝ル＝グランに入学。ジャン・ド・ボンヌフォン主宰の詩誌『プレスキル（半島）』に初めてソネット（十四行詩）が掲載された。「憎しみを抱き続けるために」と題する詩で、彼の政治への深い関心、とりわけ、国民の団結という当時の理念に沿った好戦的な愛国主義への傾倒が伺われる。ポンジュの家族（主に父親）との書簡（未刊行のものを含む）から、この頃のポンジュの政治への関心と詩作との関連性を分析したブノワ・オークレールは、当時のポンジュは愛国的・英雄的行為に自己の存在理由を見いだそうとし、詩をこのための手段と考えていたと論じている。
翌年1917年にソルボンヌ大学の法学・哲学科に入学するが、試験に2度失敗した。最初は同年11月の哲学の学士号取得のための試験で、筆記試験に合格した後、口頭試験に臨んだ。課題は「精神生活において功利主義的な動機が担う役割は何か」というものであったが、ポンジュはこのとき、道徳・精神に関する彼の解答（表現）が自分の外部にある基準に従った評価を受けるということ、そのために自分の正直な気持に反した解答（表現）をしなければならないという矛盾した状況に直面し、言葉を発することができなかった。翌1918年3月の高等師範学校の受験でも同様に、筆記試験には合格したものの、口頭試験では言葉が一言も出なかったために落第した。ポンジュはこれについて父親宛の手紙に、「言葉をつなげること」ができずに深い無力感と徒労感を覚えたと書いているが、オークレールは試験前日にパリが空爆を受けたこと、これによって彼が受けた衝撃を考えると、彼の葛藤は一層複雑であると指摘する。
実際、ポンジュは1916年に従兄のマルク・ソーレルが戦死したのを機に、学業を中断して、志願兵として出征する決意をしたが、急性虫垂炎に罹って断念せざるを得なかったという経緯がある。この希望が実現し、ファレーズ（カルヴァドス県）の歩兵連隊に入隊したのは、試験失敗の翌月、1918年4月のことである。ところが、前線に送られ、歴史的事件に身をもって関わることで、これまで抱いていた信念が崩れていく。たとえば、1918年10月13日には、前線では多くの出来事が次々と起こるために茫然自失となって、物事を客観的に見ることができないという趣旨の手紙（未刊行）を父親に書き送っている。また、1919年の冬に、ジフテリアを患ってシャンティイの戦時病院に移されたときに書かれた「私たちの温室の散歩」では、言葉に対して「助けたまえ！もはや踊るすべも、身振りの秘密もわからず、動作による直接的表現を行う勇気も知恵も持たない人間を助けたまえ！」と訴えており、ポンジュにとって詩はもはや政治参加の手段ではないこと、むしろ政治参加によって表現の危機に陥っていることがわかる。こうして、当初は好戦的な愛国心を抱いていた彼が、軍隊が個人に強いる服従と「馴致」に反発を覚えるようになり、実際、軍の規律に違反してマント＝ラ＝ジョリーの駐屯地から無許可で外出したために、終戦時には身柄を拘束されていた。オークレールはこれを政治参加（アンガジュマン）から離脱・解放（デガジュマン）への転換と捉えている。すなわち、戦争体験によってポンジュのなかに生じたこのような葛藤と転向が詩人としての方向を決定づけたのであり、このことは、後に詩人としてのポンジュが政治や革命思想、さらには芸術・文化革命を社会革命につなげようとしたシュルレアリスムと常に一定の距離を置いていたことを理解するうえで重要になる。

### 疑いと失望の時期
正式に兵役を解除されるのは1922年のことだが、1919年から1920年まではストラスブールの動員学生センターで過ごし、1919年にフランス社会党 (SFIO) に入党し、同年末には学業継続のための兵役猶予を受けて、パリに戻った。ストラスブールで出会ったガブリエル・オーディジオには、このパリでの時期は疑いと失望の時期であったと書き、フィリップ・ソレルスには後に「ブルジョワ社会の観点」を批判する方法を模索していたと語っている。1922年にオーディジオ、および同じくストラスブールで出会ったジャン・イティエと文芸誌『ムトン・ブラン（白羊）』を創刊。1923年から『新フランス評論』誌や『ディスク・ヴェール』誌に「譬え話のスケッチ」、「形而上学的断章」、「風刺」などの社会風刺作品を発表し始めた（1926年刊行の処女作品集『12の小品』所収）。とりわけ、アンドレ・ジッドらが創刊し、1919年6月に新編集長ジャック・リヴィエールのもとで活動を再開した『新フランス評論』誌は、この時期、党派性を排除し、外国文学を積極的に紹介したことで国際的な影響力をもつことになった文芸誌である。
1923年に大きな転機が訪れた。父アルマンの死とジャン・ポーランとの出会いである。一方で、欧州では第一次大戦後に既存の価値、思想、観念が崩れ去り、こうした状況で、たとえば「失われた世代」の作家が生まれ、ダダイスムが生まれることになったが、他方で、ポンジュは個人的にも、戦争体験との関連において失語症に陥るほどの日常言語への不信感、使い古された言語、思想・観念・価値が染み込んだ言葉では何も表現できないという絶望感に捉えられていたところに、理解者でもあった父の死は、狂気に陥るのではないかという不安を抱くほどの精神的な危機を引き起こした。こうした時期に出会ったのが、戦前・戦後の30年にわたって『新フランス評論』誌の編集長を務め、フランス文壇を牽引したジャン・ポーランであり、この出会いがポンジュの文学への方向を明確に決定づけたのである。

### 言葉の垢落とし
ポンジュは既存の価値、観念、ひいては詩の伝統における観念論、主観性、人間中心主義を排し（サルトルは後にこれを「言葉の垢落とし」と呼ぶことになる）、新たな言葉の創造、沈黙からの出発を目指した。このときに、ポンジュが発見したのが物（オブジェ）であり、オブジェをひたすら凝視することで可能な限りオブジェそのもの、書く行為そのものに近づこうとすることであった。すなわち、言語表現における人間中心から物へ向かう方向決定 (parti pris)、「物の味方」をすること、物に加担すること (parti pris des choses) である。ポンジュは、これを「物たちの多様性こそが私を形作っており、私が沈黙そのもののうちに存在することを可能にしてくれる。まるで私は、物たちに取り囲まれた空虚な場所のように」と表現している。とはいえ、詩集『物の味方』の出版までにはまだ数年を要する。既成の言語、「他人たちの言語習慣」の批判を含む社会批判（特にブルジョワ社会批判）から出発し、これまで文学の対象とされなかった籠、煙草、小石、桑の実、台所道具など日常的な事物を取り上げるようになるまでの経緯は、詩人が自らを社会の周辺（少数派、弱者の側）に位置づけるようになる経緯と関わっている。すなわち、ポンジュにあっては、社会から排除された者の立場に身を置くことが、文学伝統から排除された物の発見につながっていくのである。

### 文学・芸術の革命と社会革命
社会党に入党したのは1919年であったが、1926年発表の『12の小品』は反響がなく、1929年にオデット・シャバネルに出会って1931年に結婚すると、生計を立てるために、アシェット出版社（アシェット・リーブル）の創設者ルイ・アシェットが創設した刊行物輸送会社「アシェット運輸」に就職した（1937年に解雇）。ほかにも臨時の仕事を兼ねながら生活の厳しさ、社会的現実の厳しさに直面し、1935年に娘アルマンド（父の名前アルマンの女性形）が生まれると、翌1936年に労働総同盟に加入して労働運動に参加し、翌1937年には労働総同盟の代表を務めた。同年にはさらに、社会党の最左派によって1921年に結成された共産党に入党（1947年離党）し、翌1938年からは保険会社に勤務した。
ポンジュが、早くも1926年末から翌1927年にかけて共産党に入党し、文学・芸術の革命であるシュルレアリスムを社会革命へつなげようとしたルイ・アラゴン、ポール・エリュアール、アンドレ・ブルトン、バンジャマン・ペレらのシュルレアリストに出会い、この運動に近づいたのはこうした背景による。実際、文学の伝統に決別して無意識、夢、偶然、不条理に新たな表現を見いだそうとしたシュルレアリスムは、既成の言語習慣への抵抗と新たな言語の創造を目指すポンジュの探求と同じ方向を目指すものであり、ポンジュは、1924年創刊の文芸誌『シュルレアリスム革命』の後続誌として1930年に創刊された『革命に奉仕するシュルレアリスム』の創刊号に寄稿している。だが、ポンジュはブルトンを中心とするシュルレアリスムの「運動」とは常に一定の距離を置き、自動記述や睡眠実験などの活動には一切関わっていない。主観や感情、人間中心主義を排したポンジュのシュルレアリスムは、むしろ、サルバドール・ダリやアルベルト・ジャコメッティのシュルレアリスム的なオブジェの描写であり、現代芸術と同様にオブジェを介して外部に開かれた作品を制作し、制作の現場を提示すること、無意識、偶然性・偶発性に任せて書くのではなく、オブジェに限りなく近づくために、何度も読み直して修正を加え、常に制作中の作品を制作し続けることであった。ポンジュは「真の前衛とは、優れた古典を受け継いでいくことができること」と定義し、新たな価値の創造を目指しながらも言語・文学の遺産を守ること、象徴主義、シュルレアリスムに傾倒しながらも古典主義の合理性、明晰さ、調和を重視した。したがってポンジュは、一方で、マラルメ、ランボー、アルベール・ルーセル、ストラヴィンスキー、ピカソを評価しながら、他方でホラティウス、フランソワ・ド・マレルブ、ジャン・ド・ラ・フォンテーヌ、ヨハン・ゼバスティアン・バッハ、ジャン＝フィリップ・ラモー（バロック音楽）、ジャン・シメオン・シャルダン（ロココ時代、特に静物画）に多くを負っている（特にマレルブについては1965年に評論を発表している）。特に大きな影響を受けたのはホラティウスの『詩論』や、エピクロスの原子論に基づいて自然と文化のあらゆる現象を謳った哲学詩『事物の本性について』を著したルクレティウスの唯物論である。

### 《物の味方》 - 評価・影響
文芸誌『ムジュール（韻律）』に発表するなどして詩作を続け、1939年にはジャン・ポーランの助言を得ながら詩集『物の味方』をほぼ完成させていたが、第二次大戦の勃発で出版が遅れた。1941年にポンジュはリヨンのレジスタンスに参加し、主に南仏の自由地域の労働者と新聞記者との連絡役を担っていた。また、マルセル＝ガブリエル・リヴィエールが1859年に創刊し、大戦中にも引き続き地下出版された『ル・プログレ（進歩）』に寄稿し、この活動で詩人のジョー・ブスケや詩人・評論家のジャン・トルテル、戦時中に詩「自由」を発表したエリュアールと親交を深めた。1943年には、戦時中に地下出版社として創設された深夜叢書から刊行されたエリュアール編纂のレジスタンス詩人22人のアンソロジー『詩人たちの名誉』にロラン・マルスの偽名で参加し、「判断だ、予言ではない」と題する詩を発表した。
この間、ジャン・ポーランの尽力により、1942年に『物の味方』が新フランス評論社から「メタモルフォーズ叢書」の第13巻として出版された。日常的な事物を題材とする「苔」、「煙草」、「籠」、「季節の循環」などを収めたこの詩集はたちまち文壇の注目を集め、戦後は一般大衆にもポンジュの名が知られるようになった。ポンジュが人間の観念、感情を排して表現する物、たとえば「雨」は、「断続的な細かいカーテン（あるいは網目）」であり、「非常に軽そうな水滴の、執念ぶかいけれどもかなりゆったりした落下」であり、「牡蠣」は「ねっとりと緑っぽい小袋のような沼」を持ったものである。こうした辞書的、物理学・化学的、博物誌的な描写でありながら、日常言語の枠組みを超えた斬新な表現によって「物の味方をする」詩人を真っ先に絶賛したのは、同じくレジスタンスに参加したアルベール・カミュであり、二人は以後、カミュの『シーシュポスの神話』について書簡を交わすなど親交を深めていった。また、ピカソ、ジャン・デュビュッフェ、ジャン・フォートリエらの画家からも評価され、1948年には自らを画家になぞらえた随筆『画家の仕事部屋』を著し、フォートリエ、ジョルジュ・ブラック、エミール・ピックについて論じるほか、1949年には、フォートリエらのエッチング集『手作りの栄光』のテクストを書いている。芸術家との共作は、さらに、詩人ミシェル・レリスを介して知り合った画家ウジェーヌ・ド・ケルマデックとの詩画集『水のコップ』、写真家モーリス・ブランの作品を多数掲載した『セーヌ川』、ジャン・シニョヴェールとの詩画集『蜥蜴』へとつながっていく。なお、日本で最初にポンジュが紹介されたのも、1952年に東京国立博物館で開催されたブラック展で、ブラックがポンジュの詩に挿絵を施した「5つのサパート」が展示され、この機に、美術雑誌『みづゑ』の「ブラック特集号」に美術評論家の今泉篤男の記事「フランシス・ポンジュ氏について」が掲載されたときであった。
だが、ポンジュの評価を確実なものとした最初の本格的なポンジュ論は、1944年に『ポエジー』誌に掲載されたジャン＝ポール・サルトルの「人と物」であった（『サルトル全集（第11巻、シチュアシオン1）』所収）。サルトルはこの論考で、ポンジュを実存主義詩人と名付け、「物の本質の理解を彼より遠くへ推し進めた人は誰もいない」と評した。さらに、「詩篇の内的構造は明らかに羅列」、「モザイク」であり、「詩篇はしばしば対象に接近する一連の努力のごときものとなり、その接近の一つ一つが一節を形成している」と分析している。ポンジュはこの後、アラン・ロブ＝グリエらのヌーヴォー・ロマンの先駆者とみなされ、フィリップ・ソレルスら『テル・ケル』派の唯物論的言語観に大きな影響を与えた。さらにジャック・デリダは1988年出版の『シニェポンジュ』で、これらの解釈を踏まえて、詩人の表現と物自体の表現を限りなく近づけた彼の作品は、物の自律性、独自の法・秩序が支配する世界であると論じている。

### 戦後 - 詩的日記
1947年、深夜叢書からレジスタンス文学のアンソロジー『祖国は日夜つくられる』が出版された。ポンジュはこの作品集の第2部「占領と追放」に「嫌悪（邦訳「にくしみ」）」と「変身（邦訳「轉身」）」の2編の詩を掲載している。ジャン・ポーランとドミニク・オーリーが編纂したこの作品集にはアラゴン、エリュアール、クロード・アヴリーヌ、ジャン・ゲーノ、エルザ・トリオレ、サルトル、カミュなど多数のレジスタンス作家の作品が掲載され、日本でも1951年に渡辺淳、小場瀬卓三、安東次男の共訳で2巻本として出版されているため、厳密には、これが日本でポンジュ作品を目にする最初の機会であった。ポンジュと共にレジスタンスに参加し、共産党員として戦時下で地下出版された『レットル・フランセーズ』紙のほか、戦後に共産党の機関紙『ス・ソワール』や同じく共産党系の『ユーロープ』誌を再刊・編纂していたアラゴンは、戦後もまだ経済的に困難な状況にあったポンジュに共産党の別の機関紙『アクシオン』の文学欄を担当するよう依頼した。だが、ポンジュは1947年に共産党の「知的党派性」を理由に離党することになった。生活が安定したのは1950年代に国内外で講演を行う機会が増え、1952年にアリアンス・フランセーズの教員に採用されてからである（1964年まで勤務）。
1952年には『表現の炎』が出版された。これは『物の味方』のような緊密な構成によるものではなく、断片的なテクストによって構成された「詩的日記」と称するものであり、これ以後は同様の形式の作品を発表し続け、とりわけ、1971年発表の『牧場の制作』は、約4年にわたって執筆された60ページ以上の文の連なり、「時間の集積体」である。この一環として、1984年には『文学の実践あるいは永遠の未完成』が出版された。これは、彼自身の文学創作についてのメモ・覚え書き、下書きであり、詩人が決して到達することのないオブジェの真実にどこまでも近づくために、何度も読み直して修正を加え、次々と改訂版が作られていく創作の現場である。
1961年には『大作品集』全3巻、1967年には『新作品集』、没後の1992年に『新新作品集』、1999年から2002年にかけてガリマール出版社のプレイヤード叢書として全2巻の全集が刊行されるほか、ジャン・ポーラン、ジャン・トルテル、ジャン・ティボードー、フィリップ・ソレルス、アルベール・カミュとの書簡集が出版された。2014年にはポンジュが家族に宛てた手紙などポンジェ研究にとって重要な資料を含む『ポンジュとその読者』が刊行された。
1980年代に国家詩大賞、アカデミー・フランセーズ詩大賞、文学者協会文学大賞などフランス文学において重要な賞を受賞した（以下参照）。
1988年、1961年から住んでいた南仏ル・バール＝シュル＝ルー（プロヴァンス＝アルプ＝コート・ダジュール地域圏、アルプ＝マリティーム県）にて死去、89歳没。

## 日本におけるポンジュの紹介・翻訳
上述のように、ポンジュ作品が最初の邦訳は1951年出版の『祖国は日夜つくられる』所収の2編の詩であり、1952年にはブラック展の一環として美術雑誌『みづゑ』に今泉篤男の「フランシス・ポンジュ氏について」が掲載された。サルトルのポンジュ論「人と物」所収の『シチュアシオン』が『サルトル全集（第11巻）』として人文書院から刊行されたのは1965年のことである。この間、河出書房、平凡社、書肆ユリイカの世界文学全集にそれぞれ詩数編が掲載され、1965年に阿部弘一訳『物の味方』が出版された。本書は初の外国語訳であり、1984年までに6回再版された。阿部は1978年に、ポンジュに会うために、彼が1961年から住んでいた南仏ル・バール＝シュル＝ルーを訪れ、1998年発表の『阿部弘一詩集』には訳詩12篇のほか、訪問記やポンジュ論が掲載されている。1982年出版の阿部弘一訳『フランシス・ポンジュ詩選』では、カミュ、サルトル、ブラック、ロブ＝グリエ、ブランショ、ソレルスなどによるポンジュ論の一部も掲載れている。1974年には阿部良雄による『ポンジュ ― 人・語・物』が出版された。本書は第一部「フランシス・ポンジュ文選」として訳詩を掲載し、第二部でポンジュ論を提示している。また、詩人の谷川俊太郎も、とりわけ詩集『定義』はポンジュの影響を受けたものであると語っている。

## 受賞・栄誉
- レジオンドヌール勲章オフィシエ、1969年
- イングラム・メリル財団賞、1972年（米国の詩人ジェームズ・イングラム・メリル（英語版）の財団）
- ノイシュタット国際文学賞（オクラホマ州ノーマン）1974年
- アメリカ芸術文化アカデミー（英語版）名誉会員（ニューヨーク）1980年
- 国家詩大賞（フランス語版）第1回受賞、1981年（ジャック・ラング文化相により創設された文学賞）
- レジオンドヌール勲章コマンドゥール、1983年
- アカデミー・フランセーズ詩大賞（フランス語版）、1984年
- パリ市役所詩賞、1985年
- 文学者協会文学大賞（フランス語版）、1985年

## 作品

### 原著（制作年順）
| 邦題                                                       | 原題                                                        | 書誌情報                                                                         |
| ---------------------------------------------------------- | ----------------------------------------------------------- | -------------------------------------------------------------------------------- |
| 12の小品                                                   | Douze petits écrits                                         | NRF/Gallimard, 1926年、詩集（社会風刺）                                          |
| 物の味方                                                   | Le Parti pris des choses                                    | 1942年、詩集                                                                     |
| 松林手帖                                                   | Le Carnet du bois de pins                                   | 1947年                                                                           |
| 紙束                                                       | Liasse                                                      | 1948年                                                                           |
| 画家の仕事部屋                                             | Le Peintre à l'étude                                        | 1948年、ジャン・フォートリエ、ジョルジュ・ブラック、エミール・ピックに関する評論 |
| プロエーム（前詩）                                         | Proêmes                                                     | 1948年                                                                           |
| 初めての手の素描                                           | Première esquisse d'une main                                | 1949年、フォートリエらのエッチング集『手作りの栄光』のテクスト                   |
| 水のコップ（覚え書きとリトグラフ集）                       | Le Verre d'eau                                              | La Guilde du Livre, 1949年、詩画集、ウジェーヌ・ド・ケルマデックとの共作         |
| セーヌ川                                                   | La Seine                                                    | La Guilde du Livre, 1950年、写真家モーリス・ブランとの共作                       |
| 表現の炎                                                   | La Rage de l'expression                                     | Gallimard, Collection Poésie/Gallimard, 1952年                                   |
| 蜘蛛                                                       | L’Araignée                                                  | 1952年                                                                           |
| 蜥蜴                                                       | Le Lézard                                                   | Jeanne Bucher, 1953年、詩画集、ジャン・シニョヴェールとの共作                    |
| 深淵に置かれた太陽                                         | Le Soleil placé en abîme                                    | 1954年                                                                           |
| 大作品集（「方法」、「竪琴」、「小品」の全3巻）            | Le Grand Recueil : I. "Méthodes"; II. "Lyres"; III "Pièces" | 1961年                                                                           |
| 電話                                                       | L'appareil du téléphone                                     | 1962年                                                                           |
| パン                                                       | Le pain                                                     | 1962年                                                                           |
| あるマレルブ論のために                                     | Pour un Malherbe                                            | 1965年、評論                                                                     |
| 新作品集                                                   | Nouveau recueil                                             | 1967年                                                                           |
| 石鹸                                                       | Le Savon                                                    | 1967年                                                                           |
| 物が私語するとき ― ポンジュ、ソレルスの対話                | Entretiens de Francis Ponge avec Philippe Sollers           | Gallimard/Seuil, 1970年（1967年の対談）                                          |
| 牧場の制作                                                 | La Fabrique du Pré                                          | 1971年、詩的日記                                                                 |
| 現代のアトリエ                                             | L’Atelier contemporain                                      | 1977年                                                                           |
| 言葉のいちじくを作る方法と理由                             | Comment une figue de parole et pourquoi                     | 1977年                                                                           |
| ボーブールを書く                                           | L’écrit Beaubourg                                           | 1977年                                                                           |
| テーブル                                                   | La Table                                                    | 1982年                                                                           |
| 春前のニオック                                             | Nioque de l’avant-printemps                                 | 1983年                                                                           |
| ヴィヴィエ小組曲                                           | Petite Suite vivaroise                                      | 1983年                                                                           |
| 文学の実践あるいは永遠の未完成                             | Pratiques d’écriture ou l’inachèvement perpétuel            | 1984年、詩的日記                                                                 |
| 新新作品集                                                 | Nouveau nouveau recueil                                     | 1992年                                                                           |
| ジャン・ポーランとの書簡集                                 | Correspondance avec Jean Paulhan                            | 1992年                                                                           |
| ジャン・トルテルとの書簡集                                 | Correspondance avec Jean Tortel                             | 1998年                                                                           |
| ジャン・ティボードーとの書簡集                             | Lettres à Jean Thibaudeau                                   | Le Temps Qu'il Fait、1999年                                                      |
| 全集                                                       | Œuvres complètes                                            | 1999年、2002年、ガリマール出版社プレイヤード叢書全2巻                            |
| もちろん、ピカソ                                           | Picasso évidemment                                          | 2005年                                                                           |
| アトリエのページ                                           | Pages d'atelier, 1917-1982                                  | Gallimard, 2005年、未刊行作品集                                                  |
| アルベール・カミュ、フランシス・ポンジュ書簡集 1941-1957年 | Albert Camus, Francis Ponge, Correspondance 1941-1957       | Gallimard, 2013                                                                  |
| ポンジュとその読者                                         | Ponge et ses lecteurs                                       | Kimé, 2014年、ブノワ・オークレール、ソフィー・コスト監修                         |

### 邦訳
| ポンジュ作品の邦訳（作品名はそのまま追求の対象である「物」を表わす） | 書誌情報・作品集掲載のポンジュ論 |
| --- | --- |
| 「にくしみ」、「轉身」 | ジャン・ポーラン編『祖国は日夜つくられる』第I巻、渡辺淳、小場瀬卓三、安東次男共訳、月曜書房、1951年 |
| 寺田透訳「ブラックの芸術」 | 『みづゑ』第566号、美術出版社、1952 年 |
| 佐藤朔訳「蝸牛」、「水について」 | 『世界詩人全集（第6巻、20世紀詩集（下））』河出書房、1956年 |
| 窪田般彌訳「フランシス・ポンジュ」（秋の終り / 蠟燭 / 牡蠣 / 霞の球のなかで / 季節循環 / かたつむり） | 『現代フランス詩人集（第2冊）』書肆ユリイカ、1956年 |
| 佐藤朔訳「物の味方（抄）」（雨 / 籠 / ろうそく / 巻きたばこ / ドアの楽しみ） | 『世界名詩集大成（第5、フランス篇第4）』平凡社、1959年 |
| 平岡篤頼訳「プロエーム」 | 窪田般彌編『現代フランス詩論（世界詩論大系1）』思潮社、1964年 |
| 阿部弘一訳『物の味方』（雨 / 秋の終り / 哀れな漁師 / 羊歯のラム酒 / 桑の実 / 籠 / 蠟燭 / 巻たばこ / オレンジ / 牡蠣 / ドアの楽しみ / 霧の世界で樹は解体する / パン / 火 / 季節の循環 / 軟体動物 / かたつむり / 蝶 / 苔 / 海辺 / 水について / 肉の塊 / 体操家 / 若い母親 / 商業登録簿・セーヌ県・……号 / アンタン街、レストラン・ルムニエ / 貝に関するノート / 三つの商店 / 動物と植物 / 小えび / 植物 / 磧石） | 思潮社、1965年（新版 1984年） |
| 阿部弘一著『阿部弘一詩集』（雨 / 桑の実 / 籠 / 蝋燭 / 牡蠣 / ドアの楽しみ / 軟体動物 / かたつむり / 水について / 若い母親 / 小えび） | 思潮社、1998年、「訪問記 ― わが師フランシス・ポンジュ1」「墓碑銘 ― わが師フランシス・ポンジュ2」「物に迫る言葉 ― わが師フランシス・ポンジュ3」                                                                                                   |
| 阿部弘一訳『表現の炎』（日本の読者に / ロワール河の堤 / 雀蜂 / 鳥のために書かれたノート / カーネーション / ミモザ / 松林の手帖（その群落 / 松林の楽しみ / 詩的膿瘍の形成 / そのすべてが重要なのではない / 付録）ラ・ムーニーヌ） | 思潮社、1980年。「日本の読者に」の原文は、1992年出版のフランス語原著『新新作品集』に収められることになる。 |
| 阿部弘一訳『フランシス・ポンジュ詩選』 「大作品集第3巻断片集（抄）」（プラタナス / 葡萄酒 / とかげ / 大地 / 注釈付きの鎧戸 / 蜘蛛 / リラ / 皿 / 深淵に置かれた太陽 / つばめ / 新しい蜘蛛 / あんず /（乾燥）いちじく / 牝山羊）「新作品集（抄）」（アスパラガス / 石盤石 / オブジェ、それは詩法である / 夢見るマチエールに / 小牧場） | 思潮社、1982年 アルベール・カミュ、ジャン＝ポール・サルトル、アンドレ・デュ・ブーシェ、ジュルジュ・ブラック、アラン・ロブ＝グリエ、モーリス・ブランショ、フィリップ・ソレルス、ジャン＝ピエール・リシャールによるポンジュ論の一部翻訳            |
| 阿部良雄訳・著『ポンジュ ― 人・語・物』第一部「フランシス・ポンジュ文選」-「十二の小品（抄）」（会社員の独白 / 実業家への讃辞 / 辛抱強い労働者 / 昼の殉教または間近な明証に逆らって）「物の味方（抄）」（雨 / 秋の終わり / 羊歯のラム酒 / 牡蠣 / ドアの楽しみ / 水について / 体操家 / 若い母親 / 商業登記所 / 小エビ / 小石」）「プロエーム（抄）」（証言 / 歩みと跳躍 / 一冊の詩のためのノート / 言葉のきまぐれ / 修辞法 / 書く理由について / 幸せに生きる理由 / 小石への序論）「詩的日記（抄）」（ロワール河の堤 / 一羽の鳥のためにとったノート）評論（ブラック・和解させる人 / 静物およびシャルダンについて） | 筑摩書房、1974年 第二部「フランシス・ポンジュ試論」（問題提起 ― 暗喩とアントロポモルフィスム / サンボリスムから『前詩』へ / 言葉のひたすらな濫用 /『物の味方』から「詩的日記」へ / 始原の擬音語 ― 始原の雷雨：ポンジュのクラティリスムについて） |
| 阿部良雄訳『フランシス・ポンジュ詩集』（桑の実 / 籠 / 蝋燭 / シガレット / オレンジ / 霧の境域の中で樹木たちは解体する / パン / 火 / 季節の循環 / 軟体動物 / 蝸牛 / 蝶 / 苔 / 海辺 / 肉の塊 / レストラン・ルムーニエ / 一つの貝のためのノート / 三軒の商店 / 動物相と植物相 / 植生 / 小石 / 台所道具 / 雀蜂 / ミモザ / 牧場 / つぶやき / 物言わぬ世界は我らの唯一の祖国 / ボードレール（異文の教訓） / 一篇の詩のための覚書（マラルメについて）/ マルドロール＝ポエジー装置 / アルベルト・ジャコメッティについての省察）                                                                                          | 小沢書店、1996年 |
| 田中淳一訳、賢者の家族 / たばこの森 / 冬の晴れ間 | 『世界文学全集（第48巻、世界詩集）』講談社、1972 年 |
| 吉田加南子訳、素描風の散文（抄）/ 雨 / 季節のめぐり / あるマレルブ論のために（抄） | 窪田般彌責任編集『フランス詩大系』青土社、1989年 |

### ポンジュ論、対談ほか
| ポンジュ論・対談                                                                                     | 書誌情報 |
| --- | --- |
| 今泉篤男「フランシス・ポンジュ氏について」                                                           | 『みづゑ』第566号、美術出版社、1952 年                                                                        |
| ジャン＝ポール・サルトル「人と物」                                                                   | 鈴木道彦、海老坂武共訳、『サルトル全集（第11巻、シチュアシオン1）』人文書院、1965年                           |
| 佐藤朔「フランシス・ポンジュ覚書」                                                                   | 『現代フランス文学の展望』（カルチャー出版社、1976年）所収。初版『ポエトロア』第3号（小山書店、1953年）所収。 |
| 『物が私語するとき ― ポンジュ、ソレルスの対話』                                                      | 諸田和治訳、新潮社、1975年                                                                                    |
| 谷川俊太郎「鼎談 詩の場景と詩人の地理」 山田兼士「物と歌谷川、ポンジュ、プレヴェール、そして、小野」 | 谷川俊太郎、田原、山田兼士共著『谷川俊太郎詩を語る ― ダイアローグ・イン・大阪2000-2003』澪標、2003年          |
| ジャック・デリダ『シニェポンジュ』                                                                   | 梶田裕訳、法政大学出版局（叢書・ウニベルシタス）2008年                                                        |
| その他                                                                                               | |
| ジャン＝ダニエル・ポレ監督『Dieu sait quoi（神のみぞ知る）』                                         | 1991年。フランシス・ポンジュの詩に基づく映画（マイケル・ロンズデールによる詩の朗読）                          |

## 参考資料
- ジャン＝ポール・サルトル著・鈴木道彦、海老坂武共訳「人と物」『サルトル全集（第11巻、シチュアシオン1）』人文書院、1965年。
- 内田洋「物の現存性をめぐって: サン・ポル・ルーからフランシス・ポンジュへ」『金沢大学教養部論集. 人文科学篇』、金沢大学教養部、1972年2月20日、53-73頁、ISSN 0285-8142、NAID 120005473199。
- フランシス・ポンジュ、フィリップ・ソレルス『物が私語するとき ― ポンジュ、ソレルスの対話』諸田和治訳、新潮社、1975年。
- 飯田伸二「フランシス・ポンジュ試論 : オブジェとの出会い」『Stella』第8巻、九州大学フランス語フランス文学研究会、1990年9月29日、60-76頁。
- 綾部麻美「フランシス・ポンジュと「レトリック」」『Cahiers d'études françaises Université Keio』第13巻、慶應義塾大学フランス文学研究室、2008年、94-109頁、NAID 120001296413、CRID 1050845763322194048。
- ジャック・デリダ『シニェポンジュ』梶田裕訳、法政大学出版局（叢書・ウニベルシタス）2008年。
- Benoit Auclerc. Ponge avant Ponge : incertitudes. Revue des Sciences Humaines, Université de Lille, 2014,
- 綾部麻美、フランシス・ポンジュの『水のコップ』― ウジェーヌ・ド・ケルマデックとの関係を通して、『フランス語フランス文学研究』第109巻、日本フランス語フランス文学会、2016年、155-170頁。
- 横道朝子「日本におけるフランシス・ポンジュの受容について」『年報・フランス研究』第51巻、関西学院大学フランス学会、2017年2月、63-81頁、ISSN 0910-9757、NAID 120006407058、CRID 1050564287939929088。
- 太田晋介「規範と逸脱：初期ポンジュの文学についての覚書き」『大阪大学大学院文学研究科紀要』第59巻、大阪大学大学院文学研究科、2019頁、ISSN 13453548。
- PONGE FRANCIS (1899-1988). Un itinéraire exemplaire et original, Entre mots et choses, Matérialisme et humanisme, Classicisme et modernité, L'inachèvement perpétuel - Encyclopædia Universalis.